# ناو ك نياو باو
ناو ك نياو باو هي ناشطة للسلام من كارين وتعمل في مجال حقوق المرأة في ميانمار. وهي الأمينة العامة لمنظمة كارين للمرأة، كما فازت بالجائزة الدولية للمرأة الشجاعة عام 2019 .

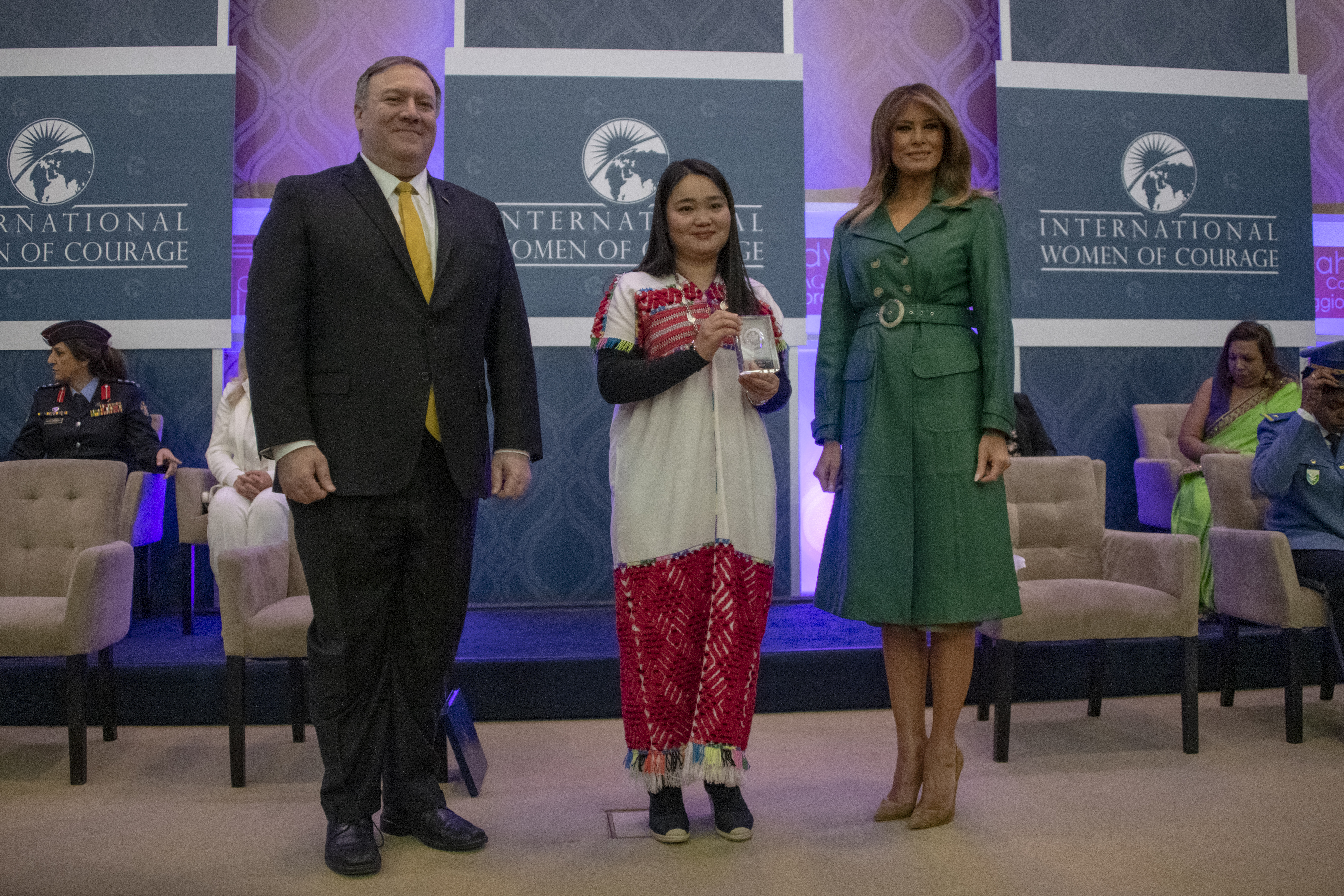
ناو ك نياو باو مع وزير الخارجية الامريكي مايكل بوميو و السيدة الاولى للولايات المتحدة الامريكية ميلانا ترامب

## السيرة الذاتية
ولدت ناو كانياو باو في تايلند وبحكم نشأتها في مخيم للاجئين أجبرت اسرتها على الفرار من موطنهم هرباً من الاضطهاد، حيث انظمت الاسرة إلى حوالي 110,000 شخص من كارين الذين يعيشون الآن في سبع مخيمات للاجئين التي تمتد على طول الحدود التايلندية البورمية.
بدأت باو بالعمل في منظمة كارين للمرأة عام 1999، وهي منظمة مجتمعية لنساء كارين حيث تعمل المنظمة في التنمية والإغاثة لمخيمات اللاجئين على الحدود التايلندية. ترشحت لمنصب أمينة عامة في مؤتمر كارين للمرأة في دورته السادسة الذي عقد في فبراير 2013 .
فهي إحدى اقوى المروجين لبناء القدرات كما انها قد أجرت العديد من الدورات التدريبية لأعضاء منظمة كارين للمرأة في مجال الديمقراطية وحقوق الإنسان وحقوق المرأة. فقد بذلت قصارى جهدها  لنقل كفاح كارين إلى المجتمع الدولي. فهي تناشد المجتمع الدولي نيابةً عن الشعب الكاريني.
شاركت باو في اجتماعات مجلس حقوق الإنسان التابع للأمم المتحدة وايضا بلجان وضع المرأة التي تنظر لوضع المرأة الذي يثير مخاوف بشأنها وشأن السكان الاصليين وحقوق اللاجئين في بورما وعلى امتداد الحدود.